# 1918 en arts plastiques
| Années des arts plastiques : 1915 - 1916 - 1917 - 1918 - 1919 - 1920 - 1921    |
| Décennies des arts plastiques : 1880 - 1890 - 1900 - 1910 - 1920 - 1930 - 1940 |

Cette page concerne l'année 1918 en arts plastiques.

## Événements
- Apparition d'un nouveau courant artistique en Allemagne, qui sera désigné plus tard comme la Neue Sachlichkeit (la Nouvelle Objectivité).

## Œuvres
- Carré blanc sur fond blanc de Kasimir Malevitch, l'un des premiers monochromes, considéré comme un « point de non-retour » de la peinture moderne.
- Portrait de Dédie, huile sur toile d'Amedeo Modigliani.
- Fillette en bleu, huile sur toile d'Amedeo Modigliani.
- Garçon assis avec une casquette, huile sur toile d'Amedeo Modigliani.
- Jeanne Hébuterne au grand chapeau, huile sur toile d'Amedeo Modigliani.

## Naissances
- 1er janvier : Claude de Romefort, imprimeur, éditeur, peintre et dessinateur français († 21 novembre 2010),
- 5 janvier : Marceau Constantin, peintre, dessinateur, illustrateur, céramiste et sculpteur français († 3 janvier 2017),
- 26 janvier : Fernando Castro Pacheco,  peintre, lithographe, illustrateur et professeur mexicain († 8 août 2013),
- 2 février : Luis Nishizawa, peintre mexicain († 29 septembre 2014),
- 5 février : André Dauthuille, peintre figuratif français († 7 mars 1999),
- 6 février : Marcel Mouly, peintre et lithographe français († 7 janvier 2008),
- 8 février : André Barreau, peintre, photographe et tapissier français († 8 août 1992),
- 19 février :  Roger Toulouse, peintre, sculpteur, poète et illustrateur français († 11 septembre 1994),
- 25 février : Jean Degottex,  peintre français († 9 décembre 1988),
- 16 mars : Evert Musch, peintre néerlandais († 5 décembre 2007),
- 18 mars : Georges Bellec, chanteur et peintre français († 13 décembre 2012),
- 11 avril : Max Savy, peintre et illustrateur français († 30 octobre 2010),
- 17 avril : Carol Rama, peintre italienne († 25 septembre 2015),
- 19 avril : François Baron-Renouard, peintre français de l'École de Paris († 1er août 2009),
- 20 avril : Guy Bigot, peintre français († 5 mai 1998),
- 23 avril : Vytautas Kasiulis, peintre figuratif lituanien de l'École de Paris († 12 mars 1995),
- 27 avril : Jean-Claude Janet, peintre figuratif français  († 28 août 2008),
- 2 mai : Raymond Glorie, sculpteur, médailleur et plasticien belge († 10 juillet 2015),
- 7 mai : Roger Montandon, peintre et metteur en scène suisse († 8 août 2005),
- 8 mai : Nikolai Baskakov, peintre soviétique puis russe († 14 octobre 1993),
- 16 mai :
  - Hatem El Mekki, peintre tunisien († 23 septembre 2003),
  - André Even, peintre français († 14 mars 1997),
- 26 mai : Dario Cecchi, costumier, décorateur, peintre et écrivain italien († 16 septembre 1992),
- 3 juin : Seund Ja Rhee, peintre, graveuse et céramiste coréenne († 8 mars 2009),
- 7 juin : Jacques Richez, graphiste belge et français († 20 octobre 1994),
- 17 juin : Louis Nallard, peintre non figuratif français de la nouvelle École de Paris († 15 octobre 2016),
- 20 juin : Héctor Poleo, peintre vénézuélien († 26 mai 1989),
- 3 juillet : Willy Suter, peintre suisse († 19 mars 2002),
- 7 juillet : François Bret, peintre français († 10 octobre 2004),
- 14 juillet : France Hamelin, résistante, militante communiste, enseignante et peintre française († 9 mars 2007),
- 21 juillet : Antonio Bueno, peintre italien d'origine espagnole († 26 septembre 1984),
- 22 juillet : Pierre Théron, peintre, sculpteur, mosaïste, fresquiste et auteur de cartons de tapisseries d'Aubusson français († 22 décembre 2001),
- 25 juillet : Jane Frank, peintre américaine († 31 mai 1986),
- 26 juillet : Suzanne Millerioux, peintre française († 24 janvier 2009),
- 1er août : Maurice Rocher, peintre expressionniste français († 12 juillet 1995),
- 20 août : Akira Tanaka, peintre figuratif japonais († 10 juin 1982),
- 9 septembre : Guy de Montlaur, peintre français († 10 août 1977),
- 14 septembre : Bill Edwards, acteur, peintre et illustrateur américain († 21 décembre 1999),
- 24 septembre : Shraga Weil, peintre et graveur israélien († 20 février 2009),
- 26 septembre : Guy Montis, peintre français († 3 juillet 1976),
- 13 octobre : Hélène Mouriquand, peintre française († 15 juin 2018),
- 20 octobre : Mario Maskareli, peintre et graveur serbe puis yougoslave († 26 août 1996),
- 22 octobre :
  - James-Jacques Brown, peintre et sculpteur français († 21 décembre 1991),
  - Philippe Kaeppelin, peintre et sculpteur français († 7 juillet 2011),
- 26 octobre : Shizuka Murayama, peintre franco-japonais de Yō-ga († 22 octobre 2013),
- 1er novembre : Bernard Schorderet, peintre suisse († 8 juillet 2011),
- 5 novembre : Sam Ringer, peintre français d'origine polonaise, rattaché à l'École de Paris († 8 octobre 1986),
- 9 décembre : Louis Amalvy, peintre et illustrateur français († 2003),
- 14 décembre : Noureddine Khayachi, peintre tunisien († 4 mai 1987),
- 15 décembre : Chihiro Iwasaki, peintre et illustratrice japonaise († 8 août 1974),
- 18 décembre : Kali, peintre polonaise († 20 juin 1998),
- ? :
  - Jacques Berland, peintre français († 1999),
  - Gaston Bogaert, peintre et écrivain franco-belge († 2008),
  - Emanuel Proweller, peintre français d'origine polonaise († 1981).

## Décès
- 3 janvier : Alexandre-Jacques Chantron, peintre français (° 28 janvier 1842),
- 8 janvier : Paul Milliet, peintre décorateur, archéologue et écrivain français (° 6 mars 1844),
- 26 janvier : Joseph Mégard, peintre et graveur suisse (° 16 novembre 1850),
- 2 février : Alphonse Lévy, peintre, illustrateur et caricaturiste français (° 8 janvier 1843),
- 6 février : Gustav Klimt, peintre autrichien (° 14 juillet 1862),
- 19 février : Antonio Dal Zotto, sculpteur italien († 7 mai 1841),
- 22 février : Paul Chardin, peintre et illustrateur français (° 20 août 1833),
- 28 février : Nikolaï Doubovskoï, peintre de paysages russe (° 17 décembre 1859),
- ? février : Lascăr Vorel, peintre roumain d'origine austro-hongroise (° 19 août 1879),
- 21 mars : Paul Roux, peintre, aquarelliste et graveur français (° 8 septembre 1851),
- 27 mars : Władysław Ślewiński, peintre polonais (° 1er juin 1856),
- 1er avril :  Alexandre Rachmiel, peintre français (° 13 novembre 1835),
- 8 mai : Simon Hollósy, peintre hongrois (° 2 février 1857),
- 17 mai : Gaston Brun, peintre français (° 2 janvier 1873),
- 19 mai :
  - Antoine Guillemet, peintre français (° 30 juin 1841),
  - Ferdinand Hodler, peintre suisse (° 14 mars 1853),
- 22 mai : Georges Sauvage, peintre, illustrateur et graveur français (°13 mars 1845),
- 23 mai : Maxime Maufra, peintre, graveur et lithographe français (° 17 mai 1861),
- 6 juin : Juan Sala, peintre espagnol (° 1869),
- 22 juin : Antoine-Marie Roucole, peintre français (° 6 juin 1848),
- 27 juin : André Gouirand, peintre, musicien et écrivain critique d'art français (° 30 mai 1855),
- 9 juillet :
  - Marie Duhem, peintre française (° 18 mars 1871).
  - Hans am Ende, peintre allemand (° 31 décembre 1864),
- 31 juillet : Émile Eisman Semenowsky, peintre français et polonais (° 19 septembre 1853),
- 3 août : Albert Hahn, peintre, dessinateur, caricaturiste et affichiste néerlandais (° 17 mars 1877),
- 18 août : Roger-Joseph Jourdain, peintre et illustrateur français (° 11 décembre 1845),
- 29 août : Juliette Dubufe-Wehrlé, peintre et sculptrice française (° 4 mars 1879),
- 9 septembre : Louis Abel-Truchet, peintre et affichiste français (° 29 décembre 1857),
- 11 septembre : Marius Guindon, peintre et sculpteur français (° 17 octobre 1831),
- 4 octobre : Clément Gontier, peintre français (° 15 mai 1876),
- 6 octobre : Alfred Plauzeau, peintre français (° 13 mars 1875),
- 8 octobre : Saturnino Herrán, peintre mexicain (° 9 juillet 1887),
- 18 octobre : Antoine Jean Bail, peintre français (° 8 avril 1830),
- 22 octobre : Lluïsa Vidal i Puig, peintre catalane (° 2 avril 1876),
- 25 octobre : Amadeo de Souza-Cardoso, peintre portugais (° 14 novembre 1887),
- 29 octobre : Maria Gugelberg von Moos, botaniste et illustratrice botanique suisse (° 6 février 1836),
- 31 octobre : Egon Schiele, peintre autrichien (° 12 juin 1890),
- 6 novembre : Wally Moes, peintre et écrivaine néerlandaise (° 16 octobre 1856),
- 7 novembre : Olga Rozanova, peintre et sculptrice russe (° 1886),
- 13 novembre : Alphonse-Alexis Morlot, peintre et lithographe français (° 27 septembre 1838),
- 20 novembre : Auguste Lepère, graveur, illustrateur et peintre français (° 30 novembre 1849),
- 22 novembre :  Édouard Saunier, affichiste, dessinateur, illustrateur et peintre français (° 16 juin 1884),
- 26 novembre : Henri Courselles-Dumont, peintre et graveur français (° 31 juillet 1856),
- 27 novembre : Bohumil Kubišta, peintre austro-hongrois puis tchécoslovaque (° 21 août 1884),
- 2 décembre : Louis Fidrit, peintre français (° 10 mai 1884),
- 7 décembre : Luigi Cavenaghi, peintre et restaurateur d'œuvres d'art italien (° 8 août 1844),
- 8 décembre : Daniel Burnand, peintre et illustrateur suisse (° 2 décembre 1888),
- 17 décembre : André Bressin, peintre animalier français (° 27 février 1878),
- 23 décembre : Thérèse Schwartze, peintre de portraits néerlandaise (° 20 décembre 1851),
- 24 décembre : Charles Alfred Le Moine, peintre français (° 24 mai 1872),
- 26 décembre : Adelsteen Normann, peintre norvégien (° 1er mai 1848),
- 28 décembre : Federico Schianchi, peintre italien (° 6 octobre 1858),
- 30 décembre : Aroldo Bonzagni, peintre et illustrateur italien (° 24 septembre 1887),
- ? :
  - Giuseppe Boschetto, peintre italien (° 1841),
  - Henri Joseph Castaing, peintre français (° 1860),
  - Antoine Guillemet, peintre paysagiste français (°30 juin 1843),
  - Nikolaï Kochelev, peintre russe (° 3 mai 1840),
  - Franz Laskoff, caricaturiste, aquarelliste et affichiste français (° 19 juin 1869),
  - Vassili Perepliotchikov, peintre de paysages et graphiste russe (° 1863).
- 1918 ou 1922 :
  - Clovis Cazes, peintre français (° 28 octobre 1883).